# Dakota Fanning
Hannah Dakota Fanning (n. 23 februarie 1994) este o actriță americană, cunoscută pentru rolurile din filme ca I Am Sam (2001), Man On Fire (2004), War Of The Worlds (2005), Rețeaua Miraculoasă (2006), și My Neighbor Totoro (1988).

## Biografie

### Copilărie
Hannah Dakota Fanning s-a născut pe 23 februarie 1994, în Conyers, Georgia, SUA. Dakota are o soră mai mică, Elle Fanning, care este de asemenea actriță. Și-a început cariera la vârsta de cinci de ani, apărând într-o reclamă la Tide. Și-a făcut debutul cinematografic în 2001 cu filmul I Am Sam.

## Filmografie

### Filme
| An   | Titlu                                     | Rol                        | Note        |
| ---- | ----------------------------------------- | -------------------------- | ----------- |
| 2001 | Father Xmas                               | Clairee                    | Scurtmetraj |
| 2001 | Tomcats                                   | Little Girl in Park        |             |
| 2001 | I Am Sam                                  | Lucy Diamond Dawson        |             |
| 2002 | Trapped                                   | Abigail "Abbie" Jennings   |             |
| 2002 | Sweet Home Alabama                        | Young Melanie              |             |
| 2002 | Hansel and Gretel                         | Katie                      |             |
| 2003 | Uptown Girls                              | Lorraine "Ray" Schleine    |             |
| 2003 | The Cat in the Hat                        | Sally Walden               |             |
| 2003 | Kim Possible: A Sitch in Time             | Preschool Kim              | Voce        |
| 2004 | Man on Fire                               | Lupita "Pita" Martin Ramos |             |
| 2004 | My Neighbor Totoro                        | Satsuki Kusakabe           | Voce        |
| 2004 | In the Realms of the Unreal               | Narrator                   | Voce        |
| 2005 | Hide and Seek                             | Emily Callaway             |             |
| 2005 | Lilo & Stitch 2: Stitch Has a Glitch      | Lilo Pelekai               | Voce        |
| 2005 | Nine Lives                                | Maria                      |             |
| 2005 | War of the Worlds                         | Rachel Ferrier             |             |
| 2005 | Dreamer                                   | Cale Crane                 |             |
| 2006 | Charlotte's Web                           | Fern Arable                |             |
| 2007 | Hounddog                                  | Lewellen                   |             |
| 2007 | Cutlass                                   | Lacy                       | Scurtmetraj |
| 2008 | The Secret Life of Bees                   | Lily Owens                 |             |
| 2009 | Coraline                                  | Coraline Jones             | Voce        |
| 2009 | Push                                      | Cassie Holmes              |             |
| 2009 | Fragments – Winged Creatures              | Anne Hagen                 |             |
| 2009 | The Twilight Saga: New Moon               | Jane Volturi               |             |
| 2010 | The Runaways                              | Cherie Currie              |             |
| 2010 | The Twilight Saga: Eclipse                | Jane Volturi               |             |
| 2012 | The Twilight Saga: Breaking Dawn – Part 2 | Jane Volturi               |             |
| 2012 | Celia                                     | Hannah Jones               | Short       |
| 2012 | The Motel Life                            | Annie James                |             |
| 2012 | Now Is Good                               | Tessa Scott                |             |
| 2013 | Night Moves                               | Dena Brauer                |             |
| 2013 | The Last of Robin Hood                    | Beverly Aadland            |             |
| 2014 | Very Good Girls                           | Lilly Berger               |             |
| 2014 | Effie                                     | Euphemia 'Effie' Gray      |             |
| 2014 | Every Secret Thing                        | Ronnie Fuller              |             |
| 2014 | Yellowbird                                | Delf                       | Voce        |
| 2015 | Franny                                    | Olivia                     |             |
| 2015 | Viena and the Fantomes                    | Viena                      |             |
| 2016 | Brimstone                                 | Liz                        | Filmare     |

### Televiziune
| An   | Titlu                          | Rol                        | Episod                                    |
| ---- | ------------------------------ | -------------------------- | ----------------------------------------- |
| 2000 | ER                             | Delia Chadsey              | "The Fastest Year"                        |
| 2000 | Ally McBeal                    | Ally (5 years old)         | "Ally McBeal: The Musical, Almost"        |
| 2000 | Strong Medicine                | Edie's Girl                | "Misconceptions"                          |
| 2000 | CSI: Crime Scene Investigation | Brenda Collins             | "Blood Drops"                             |
| 2000 | The Practice                   | Alessa Engel               | "The Deal"                                |
| 2000 | Spin City                      | Cindy                      | "Toy Story"                               |
| 2001 | Malcolm in the Middle          | Emily                      | "New Neighbors"                           |
| 2001 | The Fighting Fitzgeralds       | Marie                      | "Pilot"                                   |
| 2001 | Family Guy                     | Little girl                | "To Love and Die in Dixie"                |
| 2001 | The Ellen Show                 | Young Ellen                | "Missing the Bus"                         |
| 2002 | Taken                          | Allie Keys                 | Miniseries; 10 episodes (voice only in 6) |
| 2004 | Justice League Unlimited       | Young Wonder Woman (voice) | "Kids' Stuff"                             |
| 2004 | Friends                        | Mackenzie                  | "The One with Princess Consuela"          |

## Premii și nominalizări
| An   | Asociație                                              | Categorie                                                                      | Lucrare                     | Rezultat     | Ref.   |
| ---- | ------------------------------------------------------ | ------------------------------------------------------------------------------ | --------------------------- | ------------ | ------ |
| 2001 | Broadcast Film Critics Association                     | Best Young Performer                                                           | I Am Sam                    | Câștigat     | [ 5 ]  |
| 2002 | Las Vegas Film Critics Society                         | Youth in Film                                                                  | I Am Sam                    | Câștigat     | [ 6 ]  |
| 2002 | Screen Actors Guild                                    | Outstanding Performance by a Female Actor in a Supporting Role                 | I Am Sam                    | Nominalizare | [ 7 ]  |
| 2002 | Satellite Awards                                       | Outstanding New Talent                                                         | I Am Sam                    | Câștigat     |        |
| 2002 | Chicago Film Critics Association                       | Most Promising Performer                                                       | I Am Sam                    | Câștigat     |        |
| 2002 | Young Artist Awards                                    | Best Performance in a Feature Film – Young Actress Age Ten or Under            | I Am Sam                    | Câștigat     | [ 8 ]  |
| 2003 | Young Artist Awards                                    | Best Performance in a TV Movie, Mini-Series or Special – Leading Young Actress | Taken                       | Câștigat     | [ 9 ]  |
| 2003 | Saturn Awards                                          | Best Supporting Actress in a Television Series                                 | Taken                       | Nominalizare |        |
| 2004 | Young Artist Awards                                    | Best Performance in a Feature Film – Leading Young Actress                     | The Cat in the Hat          | Nominalizare | [ 10 ] |
| 2005 | Young Artist Awards                                    | Best Performance in a Feature Film – Leading Young Actress                     | Man on Fire                 | Nominalizare | [ 11 ] |
| 2005 | Gotham Awards                                          | Best Ensemble Cast                                                             | Nine Lives                  | Nominalizare | [ 12 ] |
| 2005 | Locarno International Film Festival                    | Best Actress                                                                   | Nine Lives                  | Câștigat     |        |
| 2005 | MTV Movie Awards                                       | Best Frightened Performance                                                    | Hide and Seek               | Câștigat     | [ 13 ] |
| 2005 | Las Vegas Film Critics Society                         | Youth in Film                                                                  | War of the Worlds           | Câștigat     |        |
| 2005 | Irish Film and Television Awards                       | Best International Actress                                                     | War of the Worlds           | Nominalizare | [ 14 ] |
| 2005 | Broadcast Film Critics Association                     | Best Young Actress                                                             | War of the Worlds           | Câștigat     |        |
| 2006 | MTV Movie Awards                                       | Best Frightened Performance                                                    | War of the Worlds           | Nominalizare | [ 15 ] |
| 2006 | Saturn Awards                                          | Best Performance by a Younger Actor                                            | War of the Worlds           | Câștigat     | [ 16 ] |
| 2006 | National Association of Theatre Owners (ShoWest Award) | Actress of the Year                                                            |                             | Câștigat     | [ 13 ] |
| 2006 | Nickelodeon Kids' Choice Awards                        | Favorite Movie Actress                                                         | Dreamer                     | Nominalizare |        |
| 2006 | Young Artist Awards                                    | Best Performance in a Feature Film (Comedy or Drama) – Leading Young Actress   | Dreamer                     | Câștigat     | [ 17 ] |
| 2006 | Fangoria Chainsaw Awards                               | Best Actress                                                                   | Hide and Seek               | Nominalizare |        |
| 2006 | Broadcast Film Critics Association                     | Best Young Actress                                                             | Charlotte's Web             | Nominalizare |        |
| 2007 | Young Artist Awards                                    | Best Performance in a Feature Film – Leading Young Actress                     | Charlotte's Web             | Nominalizare | [ 18 ] |
| 2007 | Nickelodeon Kids' Choice Awards                        | Favorite Movie Actress                                                         | Charlotte's Web             | Câștigat     |        |
| 2008 | Black Reel Awards                                      | Best Ensemble Cast                                                             | The Secret Life of Bees     | Nominalizare |        |
| 2008 | Broadcast Film Critics Association                     | Best Young Actress                                                             | The Secret Life of Bees     | Nominalizare |        |
| 2008 | Hollywood Film Festival                                | Cast year (Shared with cast)                                                   | Secret Life of Bees         | Câștigat     |        |
| 2009 | Broadcast Film Critics Association                     | Best Young Performer                                                           | Secret Life of Bees         | Nominalizare |        |
| 2009 | Young Artist Awards                                    | Best Performance in a Feature Film (Comedy or Drama) – Leading Young Actress   | The Secret Life of Bees     | Câștigat     | [ 19 ] |
| 2009 | Palm Springs International Film Festival               | Rising Star Award                                                              |                             | Câștigat     |        |
| 2010 | Young Artist Awards                                    | Best Performance in a Voice-Over Role – Young Actor/Actress                    | Coraline                    | Nominalizare | [ 20 ] |
| 2010 | MTV Movie Awards                                       | Best Kiss (shared with Kristen Stewart)                                        | The Runaways                | Nominalizare | [ 21 ] |
| 2010 | Teen Choice Awards                                     | Choice Movie Scene Stealer – Female                                            | The Twilight Saga: New Moon | Nominalizare |        |
| 2013 | National Arts Awards                                   | Bell Family Foundation Young Artist Award                                      |                             | Câștigat     |        |